# Cattedrale di Vilkaviškis
La cattedrale della Beata Vergine Maria (in lituano: Vilkaviškio Švč. Mergelės Marijos Apsilankymo katedra) è la cattedrale cattolica di Vilkaviškis, in Lituania, e sede della diocesi di Vilkaviškis.

## Storia
La chiesa in stile neo-romanico è stata costruita tra il 1870 ed il 1881 e consacrata nel 1884. Con l'erezione della diocesi di Vilkaviškis nel 1926, la chiesa è stata elevata al rango di cattedrale. L'edificio non ha subito danni rilevanti durante la seconda guerra mondiale, tuttavia le autorità sovietiche ne autorizzarono lo smantellamento progressivo per utilizzarne i materiali in favore di edilizia civile. La cattedrale è stata ricostruita a partire dal 1991 e completata nel 1998.